# Sebastiania weddelliana
Sebastiania weddelliana là một loài thực vật có hoa trong họ Đại kích. Loài này được (Baill.) Müll.Arg. miêu tả khoa học đầu tiên năm 1866.